# Ндо, Жозеф
Жозе́ф Сири́ль Ндо (фр. Joseph Cyrille Ndo; род. 28 апреля 1976, Яунде) — камерунский футболист, полузащитник. Экс-игрок сборной Камеруна.

## Карьера
Начинал карьеру на родине, где выступал сначала за «Канон Яунде» (неизвестно, впрочем, выходил ли на поле за этот клуб), затем за «Котон Спорт», в составе которого провёл 25 игр в победном для клуба розыгрыше чемпионата Камеруна 1998 года. В сезоне 1998/99 выступал в клубе высшего швейцарского дивизиона «Ксамакс», являлся игроком основного состава (28 игр, 4 гола). Затем два сезона играл во Франции за «Страсбур», в первом сезоне провёл 25 игр за основной состав в высшем дивизионе, а во втором — лишь шесть матчей за фарм-клуб в одной из низших лиг. Затем играл в Саудовской Аравии («Аль-Халидж») и в Китае («Чэнду Уню»). С 2003 года по настоящее время играет в Ирландии, где сменил несколько клубов. Ндо — трёхкратный чемпион Ирландии (два титула в составе «Шелбурна», один — в составе «Богемианс»).
В 1998—2002 годах выступал за сборную Камеруна, провёл 21 матч, забил 2 гола. На ЧМ-1998 выходил на поле во всех трёх матчах, сыгранных его командой. В отборочном турнире ЧМ-2002 провёл три матча, был включён в заявку на финальный турнир, но там ни разу не вышел на поле и с тех пор за сборную не играл.

## Достижения
- Чемпион Камеруна: 1998[2] («Котон Спорт»)
- Чемпион Ирландии: 2004, 2006 (оба — «Шелбурн»), 2009 («Богемианс»)
- 2-е место в чемпионате Ирландии: 2007 («Сент-Патрикс Атлетик»)
- 3-е место в чемпионате Ирландии: 2005 («Шелбурн»)
- Обладатель Кубка ирландской лиги: 2009 («Богемианс»)
- Лучший игрок чемпионата Ирландии по версии Ассоциации профессиональных футболистов Ирландии: 2006